# Pnie (województwo mazowieckie)
Pnie – wieś w Polsce położona w województwie mazowieckim, w powiecie białobrzeskim, w gminie Promna.
| SIMC    | Nazwa       | Rodzaj    |
| ------- | ----------- | --------- |
| 0633053 | Ługowa Wola | część wsi |
| 0633060 | Władysławów | część wsi |
| 0633076 | Żurawieniec | część wsi |

W latach 1975–1998 miejscowość administracyjnie należała do województwa radomskiego.
Wieś jest sołectwem w gminie Promna. 
Wieś powstała na przełomie XIX i XX w. (zapiski w spisie powszechnym z 1921 r.) 
Nazwa pochodzi od słowa „pień”. Osada ta powstała na dawnych gruntach folwarcznych i w 1921 roku liczyła 15 domów i 104 mieszkańców.
Współcześnie we wsi jest remiza strażacka z ponad 50 letnia tradycją, wyposażona w dwa samochody.
"OSP Pnie" bierze czynny udział w wielu akcjach ratowniczo-gaśniczych. 
W centrum wsi znajduje się staw, jest on wizytówką Pni, gdyż jest to jedyny w okolicy zbiornik wodny takich rozmiarów (lustro wody ma powierzchnię niemal 2 hektarów). Często jest zarybiany.

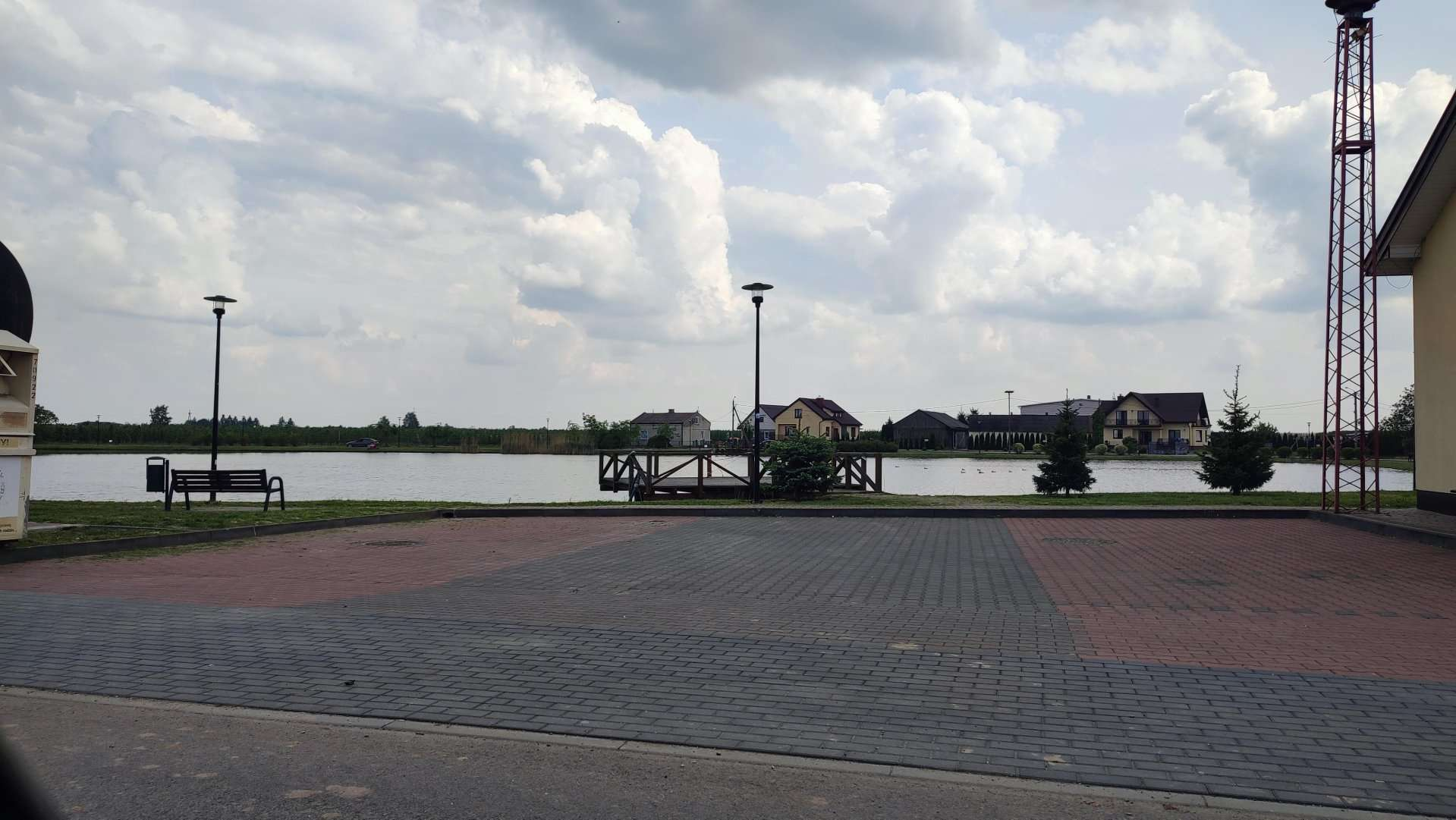

Większość mieszkańców utrzymuje się z sadownictwa.
Tereny lekko pagórkowate o żyznych glebach sprzyjają rozwojowi drzew owocowych.